# Absalón Rojas
Absalón Rojas (Santiago del Estero, 6 de febrero de 1845 - Buenos Aires, 23 de julio de 1893) fue un ganadero, periodista y político argentino, que ocupó en dos oportunidades el cargo de gobernador de la provincia de Santiago del Estero.

## Biografía
Era hijo de Ramona Castro y Lorenzo Rojas, y estudió en el Convento de Santo Domingo de su ciudad natal. Se dedicó a la ganadería, a la agricultura de viñas y al comercio.
Durante los largos gobiernos de Manuel Taboada fue un destacado opositor de este caudillo liberal, lo que le valió ser arrestado. Se fugó de la cárcel en 1857, huyendo a Bolivia, donde trabajó como arriero.
Al regresar a su país se instaló en la provincia de Tucumán, donde se casó con Rosario Sosa y estableció por un tiempo su hogar. Vivió también en Salta, Rosario y Córdoba.
Volvió a participar en política a través del periodismo, escribiendo profusamente en los periódicos cordobeses y entrando en contacto con la dirigencia política local, especialmente con los gobernadores Antonio del Viso y Miguel Juárez Celman. A través de ellos conoció al general Julio Argentino Roca, cuya política como presidente apoyó. De regreso a su provincia, fue diputado nacional entre 1878 y 1882, y hacia 1883 ya era el jefe indiscutido del Partido Autonomista Nacional en su provincia.
Desde la caída del régimen de los Taboada, la política provincial era un continuo choque de grupos que buscaban imponerse unos a otros con el apoyo del gobierno; ningún gobernador logró permanecer en su cargo más de dos años hasta que fue elegido Absalón Rojas para ese cargo. Asumió gracias al apoyo del gobierno nacional en octubre de 1886.
A principios de 1887 estalló una epidemia de cólera, que causó la muerte de miles de personas, entre ellas varios dirigentes provinciales, e incluso al ministro de Gobierno, Vieyra. Rojas organizó la Sociedad de Beneficencia, que logró la construcción de un hospital; se iniciaron los primeros planes de saneamiento hídrico de la capital.
Durante su gestión llegó el primer ferrocarril a la provincia, que le dio la oportunidad de su primera industria extractiva, la extracción de quebracho para la confección de durmientes. Creó el Banco de la Provincia de Santiago del Estero, cuyo primer directorio estuvo presidido por el padre del gobernador. Creó el Departamento Topográfico y el Registro de Bienes Raíces, y creó varios departamentos nuevos en la división política de la provincia. Firmó tratados de límites con las provincias de Tucumán y Córdoba, construyó caminos y colaboró en la instalación de mensajerías y correos. Fundó varias villas y construyó obras de riego en diversos puntos de la provincia.
Se animó la cultura local con la aparición de los primeros periódicos y la publicación de varios libros de importancia cultural, como la Memoria Descriptiva de la Provincia de Santiago del Estero, del intelectual italiano Lorenzo Fazio, cuñado del gobernador; el Manual del idioma general del Perú, del filólogo y sacerdote italiano Miguel Ángel Mossi, primera gramática razonada del idioma quichua en la Argentina; las Siluetas contemporáneas de Pablo Lascano.
Destinó la mitad del presupuesto provincial a la educación pública, algo que no se repetiría en ninguna otra provincia. Construyó centenares de escuelas —eran 215 cuando bajó del gobierno— y decenas de edificios escolares solamente en la capital. Creó el Consejo General de Educación y la primera escuela normal, e hizo dictar cursos de capacitación para los docentes. Al final de su gobierno existían 215 escuelas, a las que concurrían más de 10 000 alumnos. Se crearon las “escuelas de familia” bajo la tutela del maestro. Terminando con la tradicional marginación educativa de las niñas en el ámbito rutal, creó veinticuatro escuelas femeninas en la campaña. En un intento de generalizar una cultura unificada con el resto del país, prohibió completamente el uso del quichua en la educación, ni siquiera como segunda lengua.
Organizó la primera municipalidad de la provincia en la capital, y designó a Francisco Olivera como primer Intendente Municipal; de la colaboración entre ambos surgieron el primer alumbrado público, el Teatro Recreo, la expropiación y ampliación del Mercado Armonía, el primer servicio de luz eléctrica, la oficina del Registro Civil, la creación de varias nuevas plazas —que se sumaron a la plaza central, la única existente hasta el momento, que fue rebautizada "Plaza Libertad" — y la construcción del Hospital de Caridad, cuyo primer director fue el doctor Gelasio Lagar, que más tarde sería gobernador de la provincia. También se pavimentaron varias cuadras del centro de la ciudad, y se extendió el servicio de teléfonos.
Según la opinión del historiador José Néstor Achával, 

si Aguirre fundó Santiago, Rojas puede ser considerado el refundador de la provincia.

Fue el primer gobernador en completar su período de tres años desde el gobierno de Juan Francisco Borges (hijo), casi veinte años antes. Tras su paso por el gobierno siguió siendo el jefe del partido gobernante, colaborando con su sucesor Maximio Ruiz y logrando que éste también completase su gobierno en paz.
Fue nuevamente elegido gobernador en 1892, asumiendo el 7 de octubre, acompañado como vice por Pedro Barraza. No alcanzó a hacer ninguna obra de utilidad, ya que una revolución estallada el 19 de octubre lo derrocó, al precio de varios muertos y heridos. Fue suplantado por una Junta de Gobierno presidida por Pedro García. Todos los miembros del gobierno, incluido el gobernador Taboada, fueron arrestados y obligados a firmar sus renuncias. Rojas envió un telegrama solicitando la intervención federal de la provincia, pero los sediciosos controlaron el telégrafo y evitaron que el gobierno nacional reaccionara con rapidez. No obstante, apenas supo de la revolución, y pocos días después de asumir su cargo el presidente Luis Sáenz Peña, el Congreso Nacional sancionó la intervención federal. Los revolucionarios fueron derrotados en dos combates en la capital, y los pueblos del interior se negaron a reconocer al gobierno revolucionario. No obstante, Rojas no fue repuesto en su cargo, y el interventor Eduardo Costa llamó a nuevas elecciones.
La nueva legislatura lo eligió senador nacional, pero a poco de asumir falleció en la ciudad de Buenos Aires.
Varias calles y escuelas de su ciudad natal llevan su nombre.